# František Vincenc Kramář
František Vincenc Kramář (ook: Franz Vincenz Krommer, Kromer, Kramarz) (Kamenice u Třebíče bij Jihlava, Moravië, 27 november 1759 – Wenen, 8 januari 1831) was een Moravisch componist, muziekpedagoog, kapelmeester en organist.

## Levensloop
Kramář kreeg orgel- en vioolles bij zijn oom Antonín Mátyás Kramář (1742-1804) in Turany vlak bij Brno. Vanaf 1785 studeerde hij verder in Wenen. Aansluitend trad hij in Hongarije in dienst bij de graf Styrum zu Szimontorony. Van 1790 tot 1795 was hij koorleider aan de kathedraal van Pécs, Hongarije. Daarna was hij kapelmeester van het Antal Károlyi-regiment en bij de vorst Grassalkowitsj. Maar zijn werk in Hongarije beviel hem niet, en daarom ging hij in 1810 terug naar Wenen, waar hij werkte als musicus (violist en blaasinstrumenten), componist en muziekpedagoog maar ook als balletkapelmeester aan het Weens hoftheater.
Na het overlijden van Leopold Antonín Koželuh, de opvolger van Wolfgang Amadeus Mozart, in het jaar 1818 werd Kramář tot keizerlijke hofcomponist en hofkapelmeester aan het hof van de keizer van Oostenrijk benoemd. Keizer Frans I van Oostenrijk werd door Kramář begeleid op zijn reizen naar Italië en Frankrijk. In Wenen en in het buitenland werd zijn naam van het Tsjechische Kramář via Kramarz in Franz Krommer veranderd.
Voor zijn succesvol werken kreeg Kramář talrijke onderscheidingen. Zo werd hij onder andere erelid van het Conservatorio Giuseppe Verdi (Milaan) te Milaan en op instigatie van Antonín Rejcha ook van het Conservatoire national supérieur de musique te Parijs.
Als componist schreef hij meer dan 300 werken, waaronder meer dan 100 strijkkwartetten, viool-, hobo- en klarinetconcerten, werken voor harmoniemuziek, blazerssuites, missen en gewijde muziek. Qua stijl staat hij in de traditie van Wolfgang Amadeus Mozart en Joseph Haydn, maar hij gebruikt ook Hongaarse elementen in verschillende composities.

## Composities

### Werken voor orkest

#### Symfonieën
- 1798-1800: nr. 1 in F-majeur, op. 12
- 1803: nr. 2 in D-majeur, op. 40
- 1808: nr. 3 in D-majeur, op. 62
- nr. 4, op. 102
- 1820: nr. 5 in Es-majeur, op. 105
- 1823: nr. 6
- nr. 7 in g-mineur
- 1830: nr. 9 in C-majeur

#### Concerten voor instrumenten en orkest
- 1799: - Concertino, voor dwarsfluit, hobo en orkest, op. 18
- 1802: - Concert nr. 1, voor viool en orkest
- 1802: - Concert in G majeur, voor fluit en orkest, op. 30
- 1802: - Dvojkoncertem nr. 1 (Concert in Es majeur), voor twee klarinetten en orkest, op. 35
- 1803: - Concert in Es majeur, voor klarinet en orkest, op. 36
- 1803: - Concert in F majeur, voor hobo en orkest, op. 37
- 1803: - Concertino, voor dwarsfluit, hobo en orkest, op. 38
- 1803: - Concertino in G majeur, voor fluit, hobo en orkest, op. 39
- 1803: - Concert nr. 2, voor viool en orkest, op. 41
- 1803: - Concert nr. 3, voor viool en orkest, op. 42
- 1803: - Concert nr. 4, voor viool en orkest, op. 43
- 1803: - Concert nr. 5, voor viool en orkest, op. 44
- 1805: - Concert in F majeur, voor hobo en orkest, op. 52
- 1808: - Concert nr. 6, voor viool en orkest, op. 61
- 1808: - Concert nr. 7, voor viool en orkest, op. 64
- 1809: - Concerto italien, voor twee klarinetten en orkest
- 1815: - Dvojkoncertem nr. 2 (Concert in Es majeur), voor twee klarinetten en orkest, op. 91
- na 1826: - Concert nr. 8, voor viool en orkest, op. 81
- - Concert in e mineur, voor klarinet en orkest, op. 86
- - Concert in G majeur, voor fluit en orkest
- - Concertino in C majeur, voor fluit, hobo en orkest, op. 65

#### Andere werken voor orkest
- 1808: - Sinfonia concertante (Concertino) in Es majeur, voor fluit, klarinet, viool en kamerorkest, op. 70
  1. Allegretto
  2. Menuetto. Allegretto
  3. Adagio quasi Andante
  4. Alla Pollacca
  5. Finale. Allegro

### Werken voor harmonieorkest
- 1803: - Drie partitas a 10, op. 45
- 1808: - 3 Pochody (Marsen), voor houtblazers, trompet en twee hoorns, op. 60
- 1808-1810: - Harmonie, nonet voor 2 hobo's, 2 klarinetten, 2 hoorns, 2 fagotten en contrafagot, op. 79
- 1827: - Volkslied, voor blazers
- - Adagio, voor 2 klarinetten en harmonieorkest - bewerkt door Willy Hautvast
- - Harmonie, nonet voor 2 hobo's, 2 klarinetten, 2 hoorns, 2 fagotten en contrafagot, op. 77
- - Malé pochody - výběr
- - Oktet - Partita F majeur, voor 2 hobo's, 2 klarinetten, 2 hoorns en 2 fagotten, op. 57
- - Oktet - Partita Bes majeur, voor 2 hobo's, 2 klarinetten, 2 hoorns en 2 fagotten, op. 67
- - Oktet - Partita Es majeur, voor 2 hobo's, 2 klarinetten, 2 hoorns en 2 fagotten, op. 69
- - Oktet - Partita Es majeur, voor 2 hobo's, 2 klarinetten, 2 hoorns en 2 fagotten, op. 71
- - Oktet - Partita F majeur, voor 2 hobo's, 2 klarinetten, 2 hoorns en 2 fagotten, op. 73
- - Oktet - Partita F majeur, voor 2 hobo's, 2 klarinetten, 2 hoorns en 2 fagotten, op. 76
- - Oktet - Partita Bes majeur, voor 2 hobo's, 2 klarinetten, 2 hoorns en 2 fagotten, op. 78
- - Oktet - Partita Bes majeur, voor 2 hobo's, 2 klarinetten, 2 hoorns en 2 fagotten, op. 79
- - Partita, voor 2 klarinetten, 2 hoorns en 2 fagotten
- - Partita c mineur, voor 2 klarinetten, 2 hoorns en 2 fagotten
- - Partita in Bes majeur, op. 67
- - 6 Pochody (Marsen), voor houtblazers, trompet en twee hoorns, op. 31
- - Pochody - výběr, op. 3

### Missen, oratoria en gewijde muziek
- 1808: - Mis in C majeur, voor sopraan, alt, tenor, bas, gemengd koor, orkest en orgel, op. 108
- - Ave Maria
- - Mše d moll (Mis in d mineur), voor gemengd koor en orkest
- - Pange lingua
- - Tantum ergo

### Kamermuziek
- 1793: - 3 Strijkkwartetten, op. 1
- 1793: - 3 Duetten, voor 2 violen, op. 2
- 1793: - 3 Strijkkwartetten, op. 3
- 1794: - 3 Strijkkwartetten, op. 4
- 1796: - Strijkkwartet in Es majeur, op. 5
- 1796: - 3 Duetten, voor 2 violen, op. 6
- 1797: - 3 Strijkkwartetten, op. 7
- 1797: - 3 Kwintetten, voor 2 violen, 2 altviolen en cello, op. 8
- 1797: - 3 Duetten, voor 2 vioeln, op. 9
- 1798: - 3 Strijkkwartetten, op. 10
- 1798: - 3 Kwintetten, voor 2 violen, 2 altviolen en cello, op. 11
- 1798: - Kwartet, voor dwarsfluit, viool, altviool en cello, op. 13
- 1798: - 3 Duetten, voor 2 violen, op. 14
- 1798: - 3 Strijkkwartetten, op. 16
- 1799: - Sonate, voor viool en contrabas, op. 15
- 1799: - Kwartet, voor fluit, viool, altviool en cello, op. 17
- 1800: - 3 Strijkkwartetten, op. 18
- 1800: - 3 Duetten, voor 2 violen, op. 22
- 1800: - 3 Strijkkwartetten, op. 26
- 1801: - 3 Strijkkwartetten, op. 19
- 1802: - Kwartet nr. 1 Bes majeur, voor klarinet, viool, altviool en cello, op. 21 nr. 1
- 1802: - Kwartet nr. 2 Es majeur, voor klarinet, viool, altviool en cello, op. 21 nr. 2
- 1802: - Strijkkwartet, op. 23
- 1802: - 3 Strijkkwartetten, op. 24
- 1802: - Trio, voor altviool, cello en piano, op. 32
- 1802: - Sonate, voor viool en altviool, op. 42
- 1802-1803: - 6 Kwintetten, voor 2 violen, 2 altviolen en cello, op. 25
- 1803: - 3 Duetten, voor 2 violen, op. 33
- 1803: - 3 Strijkkwartetten, op. 34
- 1804: - Kwartet nr. 1 Bes majeur, voor 2 violen, cello en fagot, op. 46 nr. 1
- 1804: - Kwartet nr. 2, voor 2 violen, cello en fagot, op. 46 nr. 2
- 1804: - 13 stukken, voor 2 klarinetten en altviool, op. 47
- 1804: - 3 Strijkkwartetten, op. 48
- 1804: - Kwintet in D majeur, voor fluit, viool, 2 altviolen en cello, op. 49
- 1804: - 3 Strijkkwartetten, op. 50
- 1804: - 3 Strijkkwartetten, op. 53
- 1805: - 3 Strijkkwartetten, op. 54
- 1805: - Kwintet, voor fluit, viool, 2 altviolen en cello, op. 55
- 1805: - 3 Strijkkwartetten, op. 56
- 1808: - Kwintet in C majeur, voor dwarsfluit, viool, 2 altviolen en cello, op. 58
- 1808: - Kwintet in C majeur, voor fluit, viool, 2 altviolen en cello, op. 63
- 1808: - Kwartet, voor fluit, viool, altviool en cello, op. 75
- 1808-1809: - Trio, voor viool, cello en piano, op. 84
- 1808-1809: - Trio, voor viool, cello en piano, op. 87
- 1809: - Kwintet, voor fluit, viool, 2 altviolen en cello, op. 66
- 1809: - 3 Strijkkwartetten, op. 68
- 1809: - 3 Kwintetten, voor 2 violen, 2 altviolen en cello, op. 88
- 1816: - Kwartet nr. 5 D majeur, voor klarinet, viool, altviool en cello, op. 82
- 1816: - Kwartet nr. 6 Bes majeur, voor klarinet, viool, altviool en cello, op. 83
- 1816: - 3 Strijkkwartetten, op. 92
- 1817: - Kwintet, voor 2 violen, 2 altviolen en cello, op. 70
- 1817: - Kwintet, voor 2 violen, 2 altviolen en cello, op. 80
- 1817: - Kwintet Bes majeur, voor klarinet, 2 violen, altviool en cello, op. 95
- 1818: - Trio, voor viool, altviool en cello, op. 96
- 1820: - Kwartet, voor fluit, viool, altviool en cello, op. 89
- 1820: - Kwartet, voor fluit, viool, altviool en cello, op. 90
- 1820: - Kwartet, voor fluit, viool, altviool en cello, op. 93
- 1820: - Kwartet, voor fluit, viool, altviool en cello, op. 94
- 1820: - Kwintet in G majeur, voor fluit, viool, 2 altviolen en cello, op. 101
- 1821: - 3 Strijkkwartetten, op. 103
- 1821: - Kwintet, voor fluit, viool, 2 altviolen en cello, op. 104
- 1822: - 3 Kwintetten, voor 2 violen, 2 altviolen en cello, op. 100
- 1823: - Kwintet, voor fluit, viool, 2 altviolen en cello, op. 92
- 1825: - 3 Kwintetten, voor 2 violen, 2 altviolen en cello, op. 106
- 1825: - 3 Kwintetten, voor 2 violen, 2 altviolen en cello, op. 107
- 1829: - 3 Duetten, voor 2 violen, op. 110
- - 3 Strijkkwartetten, op. 72
- - 12 valses viennoises, voor strijkkwartet
- - Divertimento nr. 3 in dis mineur
- - Dva kvartety (Twee kwartetten) C majeur en F majeur, voor hobo, viool, altviool en cello
- - Kwartet nr. 3 Bes majeur, voor klarinet, viool, altviool en cello
- - Kwartet nr. 4 Es majeur, voor klarinet, viool, altviool en cello, op. 69
- - Kwartet in C majeur, voor hobo, viool, altviool en cello
- - Kwartet in F majeur, voor hobo, viool, altviool en cello
- - Šest duettin, voor twee fluiten